# Genuin classics
Genuin ist ein unabhängiges Klassik-Label und ein mobiles Klassik-Tonstudio in Leipzig. Das Wort „genuin“ kommt aus dem Lateinischen und bedeutet „angeboren, echt, unverfälscht“.

## Geschichte
Das Unternehmen wurde 1998 in Detmold unter dem Namen "Genuin Musikproduktion" von den beiden Tonmeistern Holger Busse und Alfredo Lasheras Hakobian gegründet. Fünf Jahre später, im Januar 2003, ging das Klassik-Label Genuin deutschlandweit mit vorwiegend eigenen Aufnahmen in den Vertrieb.
2005 erfolgte der Umzug von Detmold nach Leipzig, wodurch sich eine rege Zusammenarbeit mit dem MDR und dem Gewandhaus ergab. Im Januar 2006 schloss sich der Tonmeister Michael Silberhorn der Gesellschaft an.
Im Jahr 2009 wurde Genuin Musikproduktion aufgeteilt in das Klassik-Label Genuin classics und das Musikproduktions-Unternehmen Genuin recording group.

## Repertoire und Auszeichnungen
Neben dem gesamten klassischen Repertoire von Renaissance bis Moderne konzentriert sich das Label auf die Veröffentlichung selten gespielter Werke und die Förderung junger Talente. Die mittlerweile über 800 veröffentlichten Klassik-CDs werden weltweit über den CD-Fachhandel und über Download- und Streaming-Plattformen vertrieben.
Aufnahmen von Genuin wurden mehrfach mit dem Echo Klassik, dem Opus Klassik, dem Preis der deutschen Schallplattenkritik, dem International Classical Music Awards, dem Diapason d’or sowie mit Nominierungen für den Grammy Award und den Midem Classical Award ausgezeichnet.

## Musiker und Ensembles
Einige Musiker und Ensembles, die mit Genuin-Tonmeistern aufgenommen haben:
- Artemis-Quartett
- Baiba Skride
- Camerata Musica Limburg
- Christoph Prégardien
- Ensemble Amarcord
- Gewandhaus Brass Quintett
- Gewandhaus Chor
- Helen Donath
- Hilary Hahn
- La Petite Bande
- L’arpa festante
- Leipziger Streichquartett
- Martin Stadtfeld
- Matthias Kirschnereit
- Nicolas Altstaedt
- Noëmi Nadelmann
- Paul Badura-Skoda
- Ragna Schirmer
- Stephan Schreckenberger
- Tobias Koch
- Walter Hilgers

## Orchester
Mit folgenden Orchestern haben Genuin-Tonmeister gearbeitet:
| - Athens State Orchestra, Greece - Bach Collegium Japan - Bamberger Symphoniker - Brandenburgisches Staatsorchester Frankfurt - Die Deutsche Kammerphilharmonie Bremen - Dresdner Philharmonie - Freiburger Barockorchester - Gangnam Symphony Orchestra, Seoul - Gewandhausorchester Leipzig - Junge Deutsche Philharmonie | - Kammerakademie Potsdam - London Symphony Orchestra - MDR-Sinfonieorchester - Orchester des Nationaltheaters Mannheim - Rundfunk-Sinfonieorchester Berlin - Sächsische Bläserphilharmonie - Staatskapelle Halle - Staatskapelle Weimar - Staatsorchester Braunschweig - Suwon Symphony Orchestra, Seoul |